# Organisme auxiliaire
En protection des cultures, les organismes auxiliaires ou auxiliaires des cultures sont des organismes vivants facilitateur de la production agricole de par les services écosystémiques qu'il rendent. Ils peuvent être :
- des antagonistes aux organismes nuisibles des cultures  (agents de lutte biologique) ;
- des pollinisateurs.

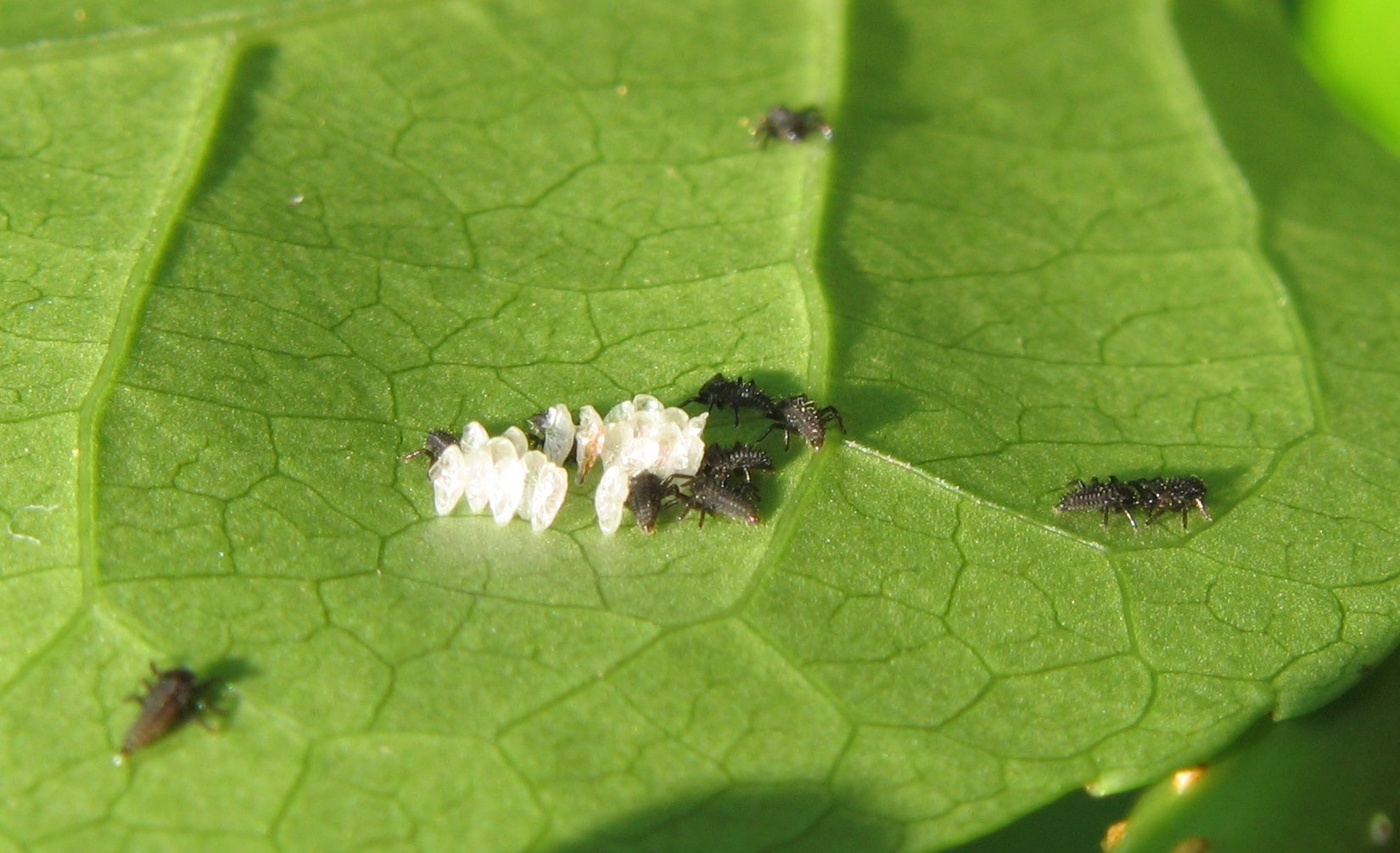
Un exemple d'insectes auxiliaires : les larves de coccinelles (ici, sortant de leurs œufs).

Ils contribuent aux services écologiques rendus par la biodiversité.
Dans le cadre de la protection des végétaux contre les ennemis des cultures, ces organismes auxiliaires sont aussi appelés organismes utiles. Ils peuvent être élevés et diffusés dans certaines cultures ou sylvicultures, ou ils peuvent être favorisés par certaines pratiques (pose de nichoirs, de perchoirs, renaturation, conservation et restauration de réseaux écologiques (trame verte, trame bleue), de corridors biologiques de types haies, bocage et ripisylve, etc., ou d'autres types de zones tampons autour des cultures (bandes enherbées, prairies fleuries)...
Les larves de coccinelles issues d'élevage et utilisées contre les pucerons sont l'exemple le plus connu du public, mais quelques autres espèces ont été élevées et vendues comme auxiliaires des cultures ou des jardins (y compris des lombrics)

## Enjeux
Selon un rapport de l'ONU de 2017, les pesticides génèrent encore beaucoup trop d'effets négatifs sur l'environnement et la santé et il est possible de produire assez de nourriture pour nourrir neuf milliards de terriens avec une agriculture plus écologique, et des quantités de pesticides chimiques substantiellement moins importante, si l'on utilise mieux la lutte biologique basée sur les auxiliaires de l'agriculture. Pour cela des mesures politiques sont nécessaires, afin d'accélérer le développement et l'utilisation d'une protection des cultures respectueuse de l'environnement. Les auxiliaires de l'agriculture sont maintenant également préconisés par la directive européenne sur l'utilisation soutenable des pesticides.

## Limites et précautions
En cas de volonté d'introduction, tout projet doit être précédé d'une étude affinée des besoins et des impacts. 
En effet, dans de nombreux cas, une espèce introduite s'est avérée pouvoir devenir invasive et s'attaquer à d'autres organismes que les « nuisibles » qu'on souhaitait éliminer ou contrôler par cette introduction (cas de la coccinelle asiatique, ou de chats introduits dans les îles par exemple). 
Si l'on introduit ou réintroduit des parasitoïdes, il leur faut des « proies » où pondre leurs œufs, mais de nombreuses espèces produisent des adultes qui auront besoin de pollen ou nectar pour se nourrir,.
La richesse et proximité en plantes nourricières des parasitoïdes adultes (des fleurs de la strate herbacée, buissonnante ou arborée) contrôlent l'importance de l'activité de parasitage et donc l'efficacité de ce type de lutte biologique. Elles doivent donc être conservées à proximité et il faut les laisser fleurir (ce que des fauches ou tontes trop fréquentes peuvent interdire). Parfois il faut les réintroduire et ce sont des communautés de plantes natives qu'il faut entretenir, qui produiront nectar et/ou pollen durant toute la saison où ils seront nécessaires aux auxiliaires de l'agriculture. C'est idéalement à l'échelle du paysage que la lutte intégrée doit être conçue et gérée. Les plantes nourricières doivent être les plus adaptées au contexte agroécosystémique local. Les études et solutions appliquées dans une région ne correspondent pas nécessairement aux besoins d'une région édaphiquement ou climatiquement légèrement différente.

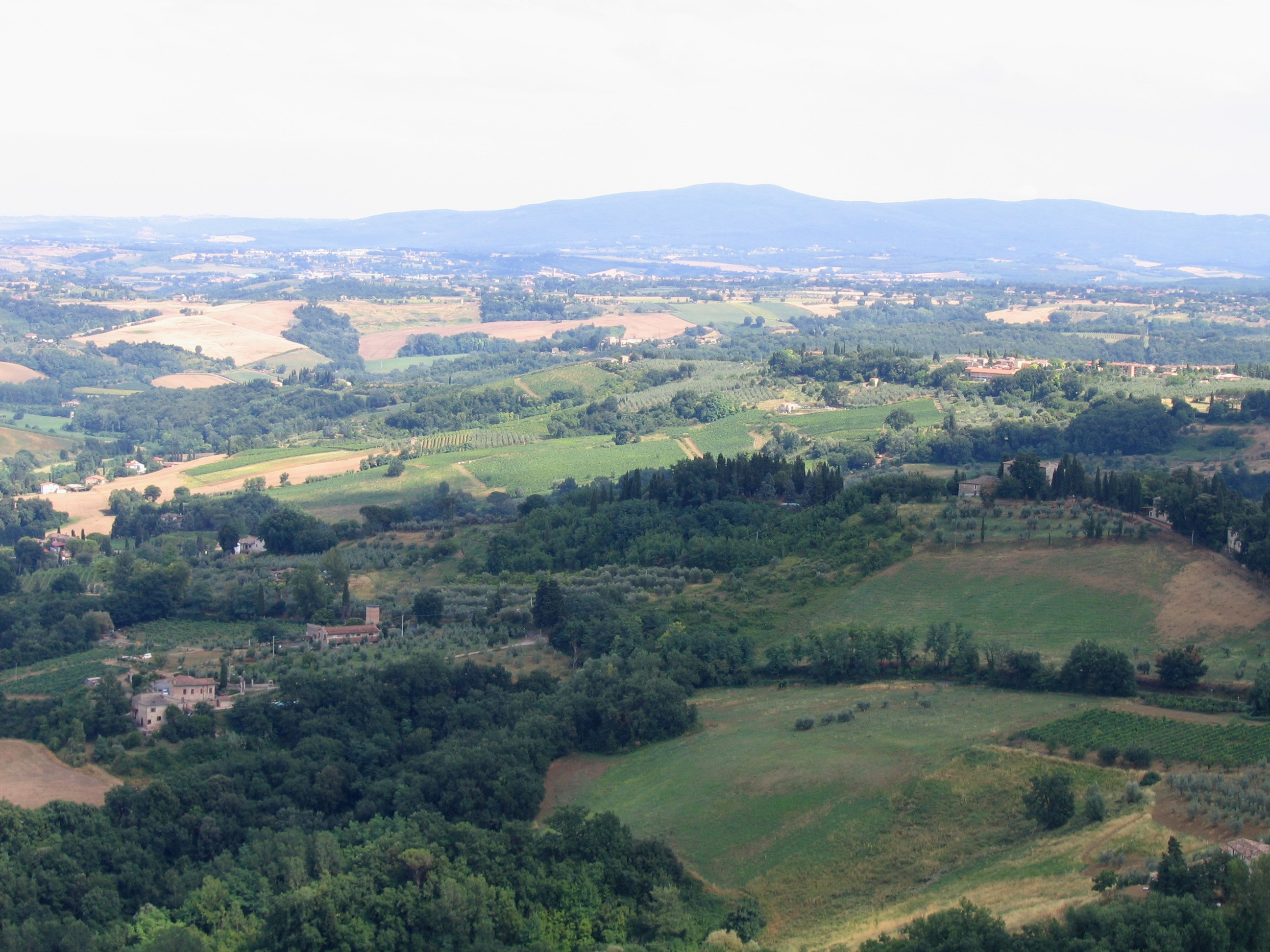
Un paysage bocager : terres cultivées et pâturages protégés par des haies brise-vent, en Toscane (Italie).

Bocages et bandes enherbées et fleuries, avec refuges non fauchés chaque année sont des moyens de retrouver une activité parasitoïde moins éloignée de ce qu'elle serait dans la nature, c'est-à-dire élevée. Il est important de conserver ou retrouver une biodiversité élevée dans le paysage non cultivé (ou dans les prairies) car comme on l'a montré, par exemple pour Cotesia glomerata, beaucoup de parasitoïdes utiles ont des préférences alimentaires marquées pour le pollen et/ou nectar d'une espèce de plante ou d'un groupe particulier de plantes. Ainsi les diptères et syrphes parasitoïdes apprécieront de trouver près de leurs lieux de ponte une abondante floraison de Brassicaceae.
Il faut en outre, comme on l'a montré pour le prédateur Pimpla turionellae, que ces ressources alimentaires florales soient accessibles aux adultes parasitoïdes. Les stratégies de renaturation et de retour des fleurs sauvages dans les agrosystèmes peuvent s'appuyer sur les bandes enherbées (encore pauvres en fleurs) et les trames vertes et bleues, au profit des pollinisateurs, du gibier, des aménités écopaysagères, de la qualité de l'eau, etc. mais en tenant compte des risques et inconvénients associés. L'échelle des grandes cultures imposée par les remembrements tels qu'ils se sont pratiqués peut devoir être revue au profit d'un paysage plus complexe, embocagé et mosaïqué.
Après les phases d'artificialisation et de simplification et homogénéisation du paysage par les vastes monocultures, remembrements et destruction des mares, chemins ruraux, talus, haies, bocages, bosquets, délaissés, friches, etc., une re-diversification des agroécosystèmes est une des conditions de la lutte biologique.

## Types d'organismes auxiliaires possibles
Ces organismes auxiliaires peuvent être :
- des mammifères
- des oiseaux[17]
- des reptiles (lézards, orvets, serpents)
- des amphibiens (anoures, urodèles)
- des micro-organismes pathogènes mais ici utile pour l'agriculteur ou l'éleveur : 
  - virus pathogènes d'insectes
  - bactéries libérant des substances endotoxiques
  - champignons entomophages, nématophages, antagonistes ou hyperparasites
  - protozoaires

- des nématodes

- des arthropodes prédateurs ou parasitoïdes des ravageurs (insectes entomophages, acariens entomophages) :
  - des insectes, provenant d'élevage spécifique (coccinelles par exemple) ou de souches locales favorisées par le maintien de leurs habitats et plantes nourricières. Les insectes auxiliaires sont très nombreux parmi un large groupe de familles (Carabidae, Coccinellidae, Staphylinidae, Histeridae, Cantharidae, Malacodermata, Dermaptera, Neuroptera, Syrphidae, Tachinidae, Heteroptera, Ichneumonoidea, Itonididae, Vespa...)

- - des arachnides
- des plantes (exemple : hôtes ou nourricières des parasitoïdes, voir culture associée)